# Andrenosoma subheros
Andrenosoma subheros är en tvåvingeart som beskrevs av Stanley Willard Bromley 1931. Andrenosoma subheros ingår i släktet Andrenosoma och familjen rovflugor. Inga underarter finns listade i Catalogue of Life.